# بيتر بارتون
بيتر بارتون (28 مارس 1941 في نيوزيلندا - ) (بالإنجليزية: Peter Barton)‏ هو لاعب كريكت نيوزلندي.

## وصلات خارجية
- بيتر بارتون على موقع إي آس بي آن كريك إنفو (الإنجليزية)